# Jörg Hoffmann (Bildhauer)

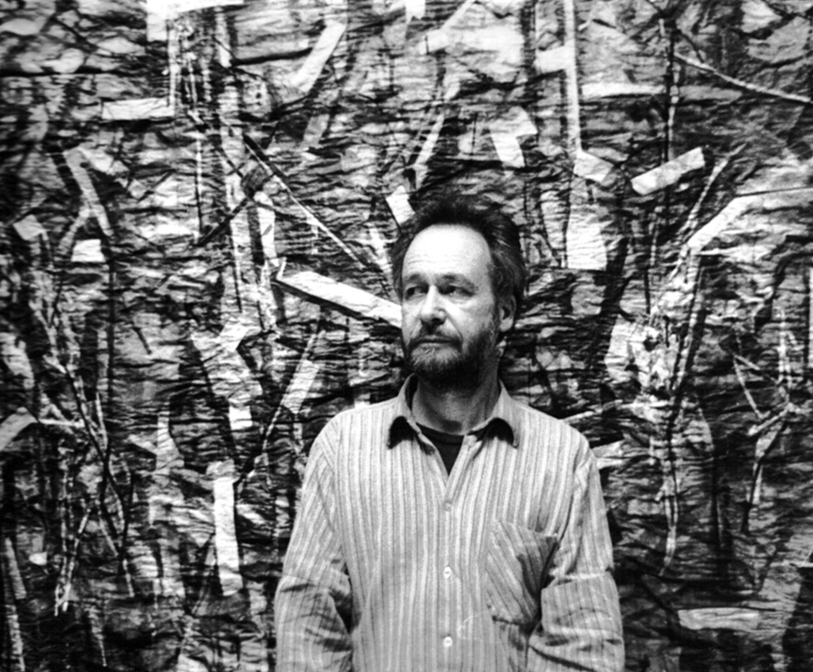
Jörg Hoffmann, 1990

Jörg Hoffmann (* 23. August 1936 in Erfurt; † 18. Mai 1993 in Berlin) war ein deutscher Bildhauer und Maler.

## Leben und Werk
Hoffmann besuchte von 1959 bis 1962 die Bildhauerklasse von Kurt Schwippert und Eugen Busmann an der Werkkunstschule Wuppertal. 1962 ging er zur Fortsetzung seines Studiums nach Berlin an die Hochschule für Bildende Künste zu dem Bildhauer Karl Hartung, dessen Meisterschüler er später wurde.

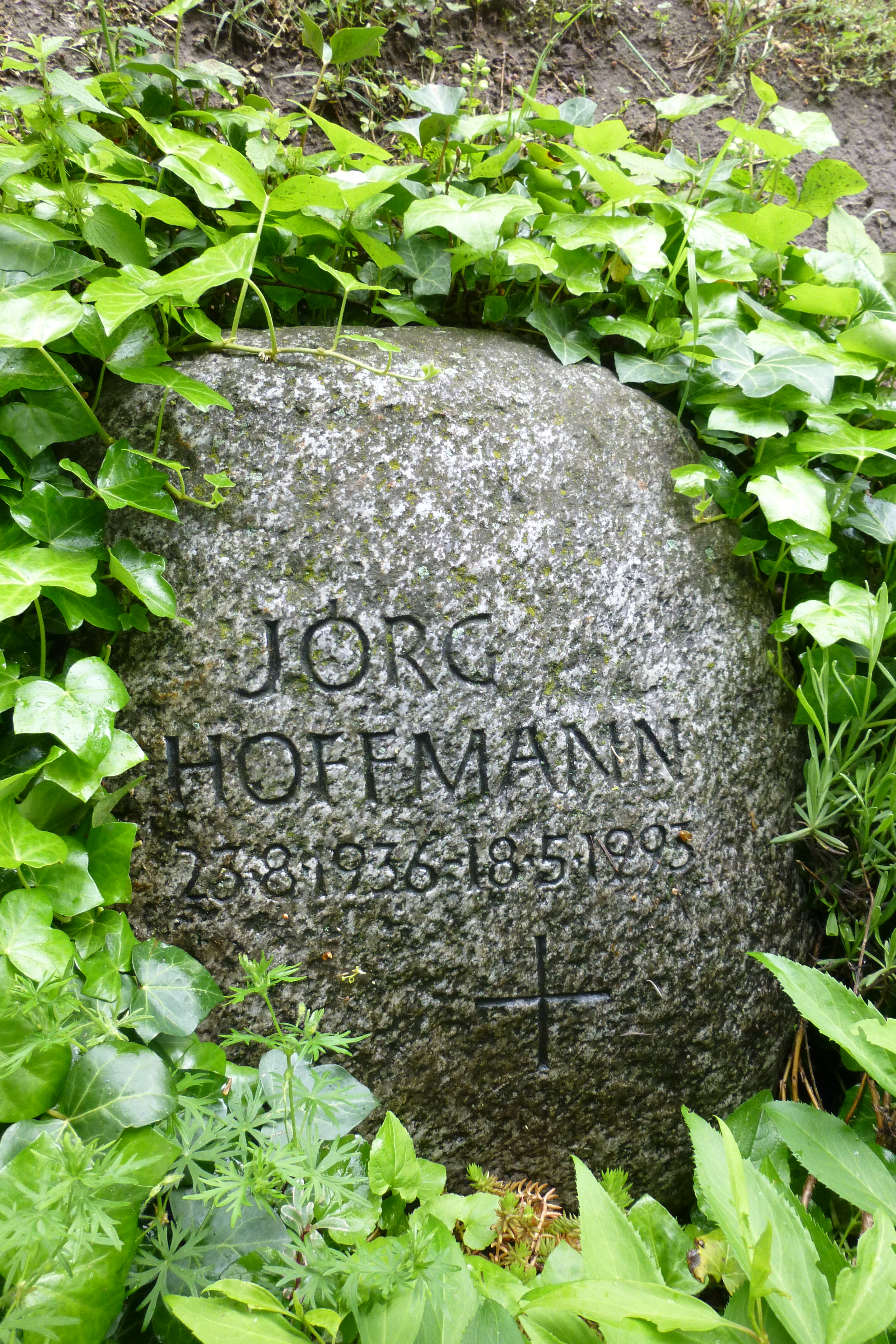
Grabstätte Jörg Hoffmann,
Alter St.-Matthäus-Kirchhof Berlin.

In dieser zweiten Phase (von 1963 bis 1971) spiegeln die Arbeiten seine Auseinandersetzungen mit Krieg und seinem sozialen und politischen Engagement wider. Er stellte verschnürte, gefesselte Gestalten dar, um die Situationen des Menschen in einer von autoritären Strukturen und repressiven Maßnahmen bestimmten Gesellschaft zu zeigen. Aber er verstand seine Kunst nicht als politische Aktionskunst. 1968 hatte er seine erste größere Ausstellung in Berlin in der Galerie Onnasch. Er zeigte dort in dieser Art einmalige riesige graue Schaumgummiskulpturen. 1969 bekam er ein Stipendium am „Royal College of Art“ in London. Nach seiner Rückkehr brach er nach langen inneren Kämpfen seine künstlerische Arbeit ab. Kunst erschien ihm jetzt in der gegebenen politischen Situation als unangemessen und nutzlos.
In der Zeit von 1971 bis 1985 legte er eine künstlerische Pause ein und unterrichtete an einer Fachschule für Erzieher, wo er bis zu seiner Erkrankung 1992 tätig war.
In der dritten Phase (1985 bis 1992) malte er ausschließlich. In dieser Zeit entstanden überdimensionale Arbeiten (etwa zwei bis sechs Meter). Auch hier blieben seine Themen Kriege in der Welt und Umweltzerstörung. 1989 entstand im damals noch stillgelegten Bahnhof Berlin-Schöneberg eine Groß-Installation zum Thema Autowahnsinn.
In der vierten und letzten Phase (1992 bis 1993), arbeitete er, trotz seiner Krebs-Erkrankung, weiter. Seine Arbeiten wurden nun leicht, durchlässig, fragil und hell. Der Bezug auf seine persönliche Lebenssituation dominierte in diesen Kunstwerken.
Er starb am 18. Mai 1993 in Berlin und wurde auf dem Alten St.-Matthäus-Kirchhof in Berlin-Schöneberg beerdigt.

## Nachlass
Zahlreiche Arbeiten sind in Privatbesitz und u. a. in der Berlinischen Galerie, im Stadtmuseum Berlin, im Heimatmuseum Berlin-Schöneberg und in Haus Martfeld, Schwelm. Der noch vorhandene künstlerische Nachlass befindet sich bei seiner Schwester Monika Hoffmann.

## Ausstellungen
- 1961: „Galerie am Gaskessel“, Wuppertal (einzeln)
- 1968: „Galerie Onnasch“, Berlin-Charlottenburg (einzeln)
- 1969/1970: „Jugendhorst“, Gelsenkirchen (Gruppe) Stipendium des DAAD, London
- 1986: „Waldeck“, Korbach (einzeln)
- 1987: „urban art“; Berlin-Kreuzberg (einzeln)
- 1988: „Möbeldesign Kettel“, Berlin-Kreuzberg (einzeln)
- 1989: „Kunstamt“, Berlin-Schöneberg (Gruppe)
- 1989: „Kunstamt“, Berlin-Schöneberg, Installation S-Bahnhof (einzeln)
- 1989: „Galerie Ermer“, Berlin-Charlottenburg (einzeln)
- 1989: „Maison de Heidelberg“, Frankreich, Montpellier (einzeln)
- 1989: „Galerie elf“, Bielefeld (einzeln)
- 1989: „Kunstamt“, Berlin-Charlottenburg (Gruppe)
- 1989: „Petruskirche“, Berlin-Lichterfelde (einzeln)
- 1990: „Cafe Anderes Ufer“, Berlin-Schöneberg (einzeln)
- 1990: „Galerie Sassen“, Berlin-Schöneberg (einzeln)
- 1990: „Kunstverein Lingen“ (Gruppe)
- 1990: „Kunsthaus Essen“ (einzeln)
- 1990: „Freie Berliner Kunstausstellung“ (Gruppe)
- 1990: „Galerie Kinter“, Remshalden (einzeln)
- 1990: „Galerie Sassen“, Berlin-Schöneberg (Gruppe)
- 1990: „Berlinische Galerie“ (Gruppe)
- 1990: „Galerie Heimeshoff“, Essen (Gruppe)
- 1993: „Galerie Ermer“, Berlin-Charlottenburg (einzeln)
- 1993: „Haus Martfeld“, Schwelm, 1. Retrospektive (einzeln)
- 1993: „Krankenhaus Herdecke“ (einzeln)
- 1993: „Bankhaus Merk, Fink & Co.“, Düsseldorf (Gruppe)
- 1993: „Epiphanienkirche“, Berlin-Charlottenburg (einzeln)
- 1998: „Galerie Kunst-City-Treff“, Berlin-Moabit (einzeln)
- 2009: „Haus Martfeld“, Schwelm, 2. Retrospektive (einzeln)